# Gruberbach (Mosel)
Der Gruberbach ist ein rechter Zufluss der Mosel in Trier, Rheinland-Pfalz.
Er hat eine Länge von 1,563 Kilometern, ein Wassereinzugsgebiet von
1,230 Quadratkilometern und die Fließgewässerkennziffer 265512.
Er entspringt beim Allenberg, fließt in nördlicher Richtung und mündet in Höhe der Pfalzeler Brücke in die Mosel.